# Usměrňovací plech

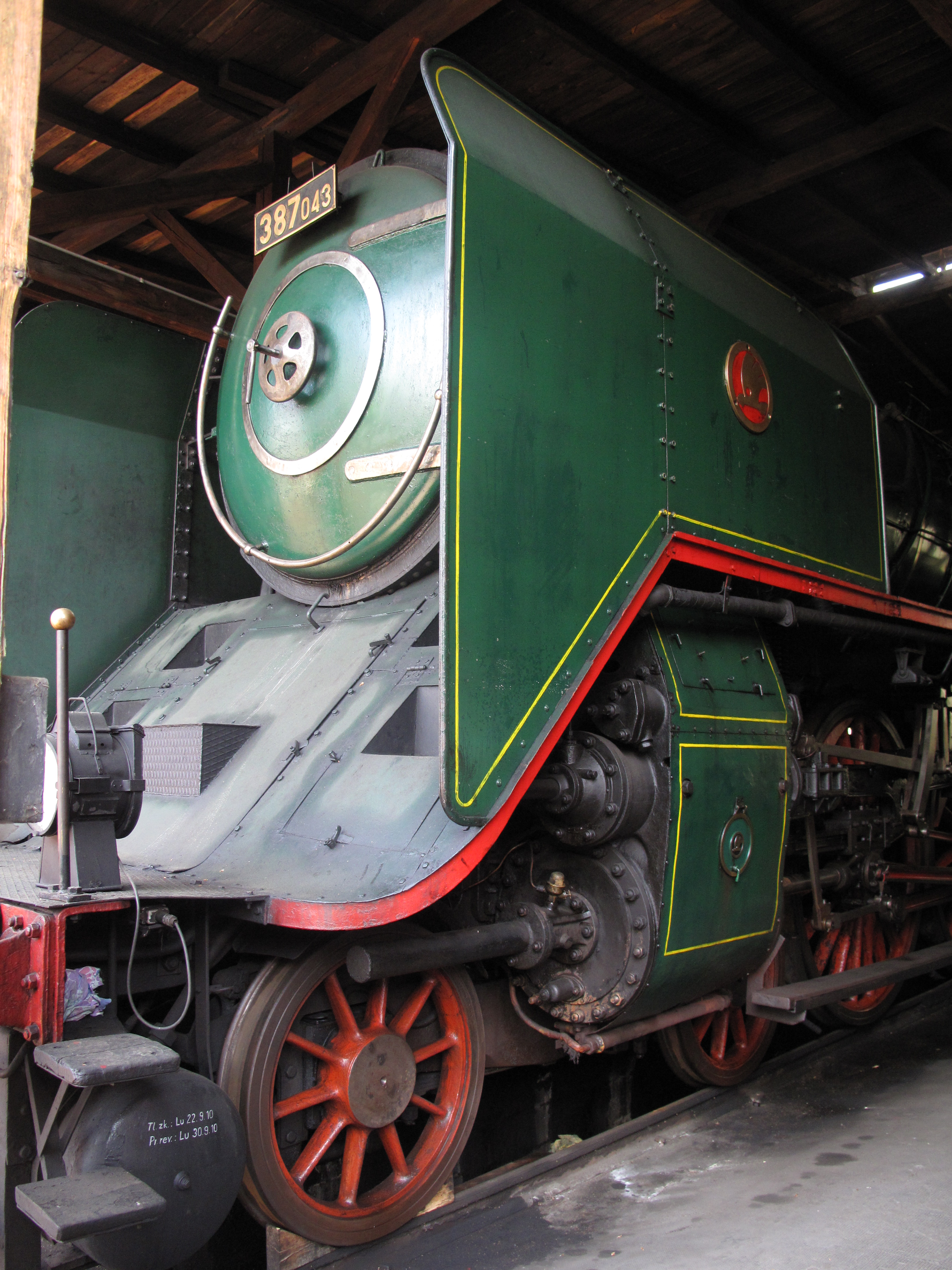
Usměrňovací plech (s logem Škoda) na lokomotivě 387.0

Usměrňovací plech je prvek používaný na parních železničních lokomotivách a sloužící k usměrňování proudícího vzduchu, pokud lokomotiva jela se zavřeným regulátorem. Plechy měly různé tvary a umísťovaly se po stranách dýmnice, tedy vodorovné části lokomotivního kotle do níž proudí spaliny a jsou odtud odsávány komínem do ovzduší. Plechy napomáhají při zvedání kouře vystupujícího z komína ve snaze zabránit jeho klesání a možného rizika valení se podél lokomotivního kotle, což by omezilo viditelnost ze stanoviště strojvedoucího.